# Arrondissement di Avranches
L'arrondissement di Avranches è un arrondissement dipartimentale della Francia situato nel dipartimento della Manica, nella regione della Normandia.

## Composizione
L'arrondissement è composto da 160 comuni raggruppati in 16 cantoni:
- cantone di Avranches
- cantone di Barenton
- cantone di Brécey
- cantone di Ducey
- cantone di Granville
- cantone di Isigny-le-Buat
- cantone di Juvigny-le-Tertre
- cantone di La Haye-Pesnel
- cantone di Mortain
- cantone di Pontorson
- cantone di Saint-Hilaire-du-Harcouët
- cantone di Saint-James
- cantone di Saint-Pois
- cantone di Sartilly
- cantone di Sourdeval
- cantone di Le Teilleul